# Ostrówek (przystanek kolejowy)
Ostrówek – nieczynny przystanek kolejowy, a dawniej stacja i ładownia w Ostrówku na linii kolejowej Świecie nad Wisłą – Złotów, w województwie kujawsko-pomorskim.